# Dag Øistein Endsjø
Dag Øistein Endsjø (Ann Arbor, 11 novembre 1968) è uno storico delle religioni norvegese, professore presso l'Università di Bergen.
Egli è principalmente conosciuto per i suoi libri sul sesso e la religione e la continuità tra la religione greca e le origini del cristianesimo.

## Opere
- Tra sesso e castità. Un viaggio fra dogmi e tabù nelle religioni del mondi, Odoya 2012.[1] Pubblicato anche in bulgaro,[2] cinese,[3] inglese,[4] macedone,[5] norvegese,[6]  polacco,[7] portoghese,[8] serbo[9] e svedese.[10]
- Det folk vil ha. Religion og populærkultur (La religione e la cultura popolare)[collegamento interrotto] (in collaborazione con Liv Ingeborg Lied). Universitetsforlaget 2011.
- Greek Resurrection Beliefs and the Success of Christianity. Palgrave Macmillan 2009.
- Primordial Landscapes, Incorruptible Bodies[collegamento interrotto]. Peter Lang 2008.